# Workin’ with the Miles Davis Quintet
Workin’ with the Miles Davis Quintet ist ein Jazz-Album von Miles Davis, aufgenommen am 11. Mai und 26. Oktober 1956 für Prestige Records.

## Hintergrund
Um seinem Vertrag mit Prestige vorzeitig zu beenden und zu Columbia zu lukrativeren Konditionen zu wechseln, musste Miles Davis noch vier Alben für Prestige einspielen. Diese nahm er in zwei „Studio-Marathons“ im Mai und Oktober 1956 auf, wobei er insgesamt 24 Titel einspielte. Auf dem Album wurden Standards von Komponisten wie Dave Brubeck, Ahmad Jamal, Richard Rodgers und John Coltrane und weiteren Komponisten veröffentlicht.

## Rezeption
Lindsay Planer bewertete das Album bei Allmusic wie folgt:

“Armed with some staggering original compositions, pop standards, show tunes, and the occasional jazz cover, Workin' is the quintessence of group participation. Davis, as well as Coltrane, actually contributes compositions as well as mesmerizing performances to the album. The band's interaction on "Four" extends the assertion that suggests this quintet plays with the consistency of a single, albeit ten-armed, musician.”

„Ausgerüstet mit einigen erstaunlichen Eigenkompositionen, Pop-Standards, Show-Melodien und vereinzelten Jazzcovern, ist Workin' der Inbegriff der Gruppenarbeit. Davis, wie auch Coltrane, trägt in der Tat mit Kompositionen sowie faszinierenden Darbietungen zum Album bei. Das Zusammenspiel der Band bei "Four" untermauert die Behauptung, dieses Quintett spiele mit der Konsistenz eines einzigen, wenn auch zehnarmigen, Musikers.“

## Titelliste
Alle Stücke bis auf Half Nelson stammen aus der Mai-Session; Half Nelson stammt aus der Oktober-Session.
1. It Never Entered My Mind (Richard Rodgers) – 5:26
2. Four (Miles Davis) – 7:15
3. In Your Own Sweet Way (Dave Brubeck) – 5:45
4. The Theme [take 1] (Davis) – 2:01
5. Trane's Blues (a.k.a. Vierd Blues) (John Coltrane) – 8:35
6. Ahmad's Blues (Ahmad Jamal) – 7:26
7. Half Nelson (Davis) – 4:48
8. The Theme [take 2] (Davis) – 1:03

## Weitere Veröffentlichungen
Die bei den zwei Sessions vom 11. Mai und 26. Oktober aufgenommenen Titel erschienen außer auf Workin’ auf drei weiteren Alben, so zuerst auf Cookin’ with the Miles Davis Quintet (P 7094, Oktober 1956), Relaxin’ with the Miles Davis Quintet (P 7129, 1957) und Steamin’ with the Miles Davis Quintet (P 7200, 1961).